# Europejska Komisja Dunaju
Europejska Komisja Dunaju (EKD; Europejska Komisja ds. Żeglugi na Dunaju) – międzynarodowa komisja utworzona na podstawie art. 17 traktatu paryskiego z 30 marca 1856 roku, kończącego wojnę krymską, który ustanowił Dunaj międzynarodową drogą wodną. Ze względu na niezwykle szerokie kompetencje nazywana była „państwem rzecznym”.
Zakres terytorialny EKD obejmował deltę Dunaju do miasta Isaccea. W skład Komisji weszli przedstawiciele Wielkiej Brytanii, Francji, Austrii, Prus, Rosji, Sardynii i Turcji. Początkowo miała działać tylko przez dwa lata, do czasu ukończenia robót niezbędnych do uczynienia żeglownym dolnego odcinka Dunaju, głównie jego delty. Ze względu na ogrom prac hydrotechnicznych do wykonania działalność Komisji przedłużana była jednak później przez mocarstwa traktatami w latach 1865, 1871, 1878, 1881 i 1883. Pozwalało to jednocześnie na wpływanie przez nie na państwa naddunajskie.
Po I wojnie światowej i związanymi z nią zmianami polityczno-prawnymi w Europie rolę EKD przejęła, powołana przez konwencję paryską z 23 lipca 1921 r., Międzynarodowa Komisja Dunaju, a po II wojnie światowej – ustanowiona w 1948 r. przez Konwencję Belgradzką Komisja Dunaju.